# 嘉禾望岗站
嘉禾望崗站是廣州地鐵2號線的北端终点站和14號線的南端终点站，以及两线与3號線的換乘站，位於中國廣東省廣州市白云区空港大道望崗大道路口西南側的地底，于2010年9月25日啟用。
本站的2号线/3号线月台是廣州地鐵的首個跨月台轉車站，同时本站也是广州地铁第一个三线换乘车站。
本站與位於附近2號線和3號線共用的嘉禾車輛段接軌，14号线则通过联络线与车辆段接轨。

## 车站結構

### 車站樓層
嘉禾望岗站共设有四層。地上二層為地鐵派出所辦公區和露天平台；地面為站廳层，附近目前為望崗大道、空港大道及其它建筑；地下一層為14号线地下站厅、設備區及2號線/3號線緩衝層，地下二層為站台层。
| 地上二层 | 办公区                        | 车站办公室、派出所、露天平台                                   |  |  |
| 地面     | 共用站厅 2号线、3号线、14号线 | 售票機、客服中心、警务室、安检设施、卫生间、母婴室、地鐵派出所 |  |  |
| 地下一层 | 地下站厅 14号线               | 售票機、客服中心、安检设施                                     |  |  |
|          | 设备区                        | 车站设备                                                       |  |  |
|          | 缓冲平台                      | 连接共用站厅和 █2号线 / █3号线 两侧站台                        |  |  |
| 地下二层 | 6 站台                        | █14号线 终点站台                                               |  |  |
|          | 岛式站台                      |                                                                |  |  |
|          | 5 站台                        | █14号线 东风方向（下站：白云东平）                             |  |  |
|          |                               |                                                                |  |  |
|          | 3 站台                        | █3号线 海傍方向（下站：白云大道北）                            |  |  |
|          | 岛式站台                      |                                                                |  |  |
|          | 2 站台                        | █2号线 广州南站方向（下站：黄边）                              |  |  |
|          | 1 站台                        | █2号线 终点站台                                                |  |  |
|          | 岛式站台                      |                                                                |  |  |
|          | 4 站台                        | █3号线 机场北方向（下站：龙归）                                |  |  |

### 站厅
嘉禾望岗站分别在地面设有三线共用的站厅，以及地下一层的14号线专用站厅。值得一提的是，嘉禾望岗站是2号线唯一一个使用地面站厅的车站，以及3号线其中一个使用地面站厅的车站（另一个为高增站）。
本站虽然采用暗橙色作为车站色系，但使用了不同的墙面设计，其中2號線/3號線车站部分采用焗漆板墙面，14号线扩建的部分则采用玻璃墙面。作為14號線一期四個特色站之一，本站以“展·旺”为主题，在地面站厅的部分柱面则设有关于广州特色文化的艺术墙，同时柱面结合LED屏幕，多维地展示广州特色文化。另外在14号线地面站厅的顶部则使用采光天窗，将自然光引入站厅，令站厅内光线充足。
为方便乘客进行站内换乘或进出车站，地面共用站厅中心处，以及地下站厅北侧划分为收费区。收费区内的2號線/3號線各自设有1台专用电梯分别贯通两个站台，此外还各自设有4条可直达站台的扶手电梯，以及通往缓冲层的楼梯，方便乘客通过站厅前往2號線/3號線的两个月台层。14号线部分的收费区内设有1台专用电梯，4台扶手电梯和楼梯可供乘客前往14号线站台。
而14号线地下站厅则设有楼梯供乘客来往14号线站台，但无法直接前往2、3号线。前往2、3号线的乘客则要先途经14号线站台，再前往地面站厅，然后往下进入2、3号线站台。
此外，嘉禾望岗站设有不同类型的车站商店，例如有便利店及鸭脖店，另外车站设有自动售卖机、自动售卡/充值机等设施。此外在14号线地下站厅设有羊城通客户服务中心。
本站共设有两个卫生間以及一个母婴室，均位于非付费区。卫生間分别设于站外鄰近B出口以及14号线地面站厅西南端，母婴室则设于14号线地面站厅西南端。

### 换乘
本站的2号线/3号线為順向跨月台轉車站，乘客可以走到對面月台直接換乘另一列列車前往目的地（例如2號線抵站後換乘至3號線機場北方向），或途經站廳及緩衝平台換乘另一列列車前往目的地（例如3號線機場北方向換乘至2號線廣州南站方向）。
另外，乘客如果需要换乘14号线，或者从14号线换乘其它两线时，需要经過地面共用站厅进行换乘。

### 站台
目前嘉禾望岗站設有三個並排的島式站台，位於空港大道西側的地底。其中2號線/3號線使用位于东侧的兩個島式站台：2號線使用內側的1號和2號站台、3號線使用外側的3號和4號站台；而14号线則使用在西侧加建的島式站台，為5號和6號站台。

#### 站线配置

##### 2號線
由於本站建设时没有2号线的延伸計劃，因此本站2號線的折返線上作出了特別設計（2號線南端終點站廣州南站亦为類似設計）：
- 在月台南侧設有一條渡線，供列車进行站前折返。
- 在月台北侧，下行路軌與上行路軌之間，設有一條單渡線供列車进行站後折返。
- 下行路軌在渡線前方分岔出一條路軌，與下行路軌一同進入嘉禾車輛段，兩者作為出入段線。
- 上行路軌直接被中斷，路軌北端為2號線的信號電力設備供應區，因此無法繼續延伸。

因此本站和廣州南站不具备延伸条件。在特殊情况下，2號線列車也會通過南侧渡線折返并直接駛入2號月台。

##### 3號線
3號線月台北側的正線分別引出入段線接入嘉禾車輛段。
高峰期結束後部分列車在機場北站折返後，不載客行駛至本站3號月台，稍作停留後隨即返回嘉禾車輛段，屆時月台會發出廣播通知乘客不能上車。而3號線晚上收車前夕會有數班車以本站為終點站，到达本站4號月台后列车便会清客，然後直接返回嘉禾車輛段。

##### 14號線
14号线在月台南端设有一組雙存車線，北端则設有一條單渡線，兩者均可用於折返14號線列車，一般情况下会使用雙存車線进行站后折返。而在14號線正線南端盡頭則預留了繼續往南延伸的条件。
同时，14号线月台北側正線亦分岔出一條路軌，作為聯絡線接入2、3號線的嘉禾車輛段。
在早晚高峰過後及晚上收車前夕，部分14號線列車在6號月台清客後會退出服務，然後折返至5號月台開出，沿途不停站返回石湖停車場或鄧村車輛段。屆時5號月台亦會發出廣播，提醒乘客不能上車。

### 出入口
本站共设有8个出入口。车站启用时仅设有A、B、C共3个出入口，其中C口曾为配合建设14号线车站部分而暂时封闭。14号线开通后，除重置原有C口外，还新增了D-H共5个出入口。
|                                                               |                                    |      |          |                                                                 |
|                                                               |                                    |      |          |                                                                 |
|                                                               |                                    |      |          |                                                                 |
| 编号                                                          | 设施                               | 照片 | 出口指示 | 建议前往的目的地                                                |
| 地面站厅                                                      |                                    |      |          |                                                                 |
| A                                                             | 盲道标志 · 无障碍通道标志 · 同层   |      | 空港大道 | 云门商场 公交：嘉禾望岗公交枢纽站（南行）                       |
| B                                                             | 无障碍通道标志 · 同层 · 洗手间标志 |      | 空港大道 | 望岗大道、广州新世界酒店 公交：嘉禾望岗总站                     |
| C                                                             | 盲道标志 · 无障碍通道标志 · 同层   |      | 望岗大道 | 空港大道                                                        |
| D                                                             | 无障碍通道标志 · 同层              |      | 望岗大道 | 空港大道                                                        |
| E                                                             | 同层                               |      | 望岗大道 | 空港大道                                                        |
| F                                                             | 盲道标志 · 同层                    |      | 空港大道 |                                                                 |
| 14号线地下站厅                                                |                                    |      |          |                                                                 |
| G                                                             | 扶手电梯标志                       |      | 華英路   | 空港大道 公交：地铁嘉禾望岗站（东行）                           |
| H                                                             |                                    |      | 華英路   | 空港大道、广州医科大学附属市八医院 公交：地铁嘉禾望岗站（西行） |
| 註： 設有 \| 設有 \| 設於同一層 \| 設有扶手電梯 \| 設有洗手間 |                                    |      |          |                                                                 |

## 接驳交通
嘉禾望岗站附近设有多个巴士车站，方便乘客转驳巴士前往白云区各地。
| 编号 | 编号 | 线路               | 线路 | 线路                       | 收费 | 备注                                           |
| ---- | ---- | ------------------ | ---- | -------------------------- | ---- | ---------------------------------------------- |
|      | 509  | 江高南岗村         | ⇆    | 嘉禾望岗                   | 2元  |                                                |
|      | 671  | 嘉禾望岗           | ↻    | 嘉禾望岗                   | 2元  | 经集贤庄；30分/班                              |
|      | 711  | 嘉禾望岗           | ⇆    | 花都推广汽车站             | 3元  |                                                |
|      | 739  | 清湖村（苏元庄）   | ⇆    | 嘉禾望岗                   | 2元  |                                                |
|      | 753  | 蚌湖清河大街       | ⇆    | 嘉禾望岗                   | 2元  |                                                |
|      | 756  | 嘉禾望岗           | ⇆    | 唐阁南                     | 2元  |                                                |
|      | 796  | 广东省机械技师学院 | ⇆    | 嘉禾望岗                   | 2元  |                                                |
|      | 799  | 太和               | ⇆    | 地铁嘉禾望岗站（市八医院） | 2元  |                                                |
|      | 922  | 嘉禾望岗           | ⇆    | 望岗西岭                   | 2元  | 30分/班                                        |
|      | 924  | 永兴庄             | ⇆    | 嘉禾望岗                   | 2元  | 经东平北路、集贤苑路口，不经新顺路南           |
|      | 926  | 永兴庄             | ⇆    | 嘉禾望岗                   | 2元  | 经地铁白云东平站、新科工业区                   |
|      | 970  | 大朗夏边           | ⇆    | 嘉禾望岗                   | 2元  |                                                |
|      | 978  | 平沙（农贸市场）   | ⇆    | 嘉禾望岗                   | 2元  |                                                |
|      | 986  | 嘉禾长湴           | ↺    | 龙归墟                     | 2元  |                                                |
|      | 夜62 | 永兴庄             | ⇆    | 嘉禾望岗                   | 3元  | 经东平北路、集贤苑路口、新顺路南 924路附属线路 |
|      | 夜63 | 平沙（农贸市场）   | ⇆    | 嘉禾望岗                   | 3元  | 978路附属线路                                  |
|      | 夜84 | 清湖村（苏元庄）   | ⇆    | 嘉禾望岗                   | 3元  | 739路附属线路                                  |
|      | 夜85 | 大朗夏边           | ⇆    | 嘉禾望岗                   | 3元  | 970路附属线路                                  |

| 编号 | 编号  | 线路                 | 线路 | 线路                       | 收费 | 备注              |
| ---- | ----- | -------------------- | ---- | -------------------------- | ---- | ----------------- |
|      | 539   | 永泰集贤路           | ⇆    | 同德围（金德苑）           | 2元  |                   |
|      | 656   | 龙归城（地铁夏良站） | ⇆    | 地铁嘉禾望岗站（市八医院） | 2元  |                   |
|      | 663   | 嘉禾長湴街           | ↺    | 广州市第八医院             | 2元  |                   |
|      | 671   | 嘉禾望岗             | ↻    | 嘉禾望岗                   | 2元  | 经集贤庄；30分/班 |
|      | 793   | 司法学校             | ⇆    | 龙归城（地铁夏良站）       | 2元  |                   |
|      | 799   | 太和                 | ⇆    | 地铁嘉禾望岗站（市八医院） | 2元  |                   |
|      | 夜119 | 龙归城（地铁夏良站） | ⇆    | 司法学校                   | 3元  | 793路附属线路     |

## 利用狀況
作为廣州地鐵的一個重要樞紐站，嘉禾望岗站客流以2、3、14號線之間的換乘客流為主。同时本站西侧设有巴士总站和公交枢纽站，以及来自车站附近的望岗村、市八医院嘉禾院区、市交校以及车站西面的大型楼盘岭南新世界均会使用本站出入闸，因此本站无论是高峰时段还是平峰时段，换乘客流和出入闸客流都较其它车站多。
在早晚高峰时段，14号线沿线乘客均需在本站换乘2、3号线来往广州市区。虽前往老城区2号线在本站始发，但前往天河CBD及珠江新城的3号线，更需负担本站以北的龙归、人和两站乃至来自9号线的客流压力，令本站3号线在早高峰期间客流压力更是有增无减。為了保證本站不會累積過多乘客形成安全隱患，影響運營秩序，本站2018年5月22日起工作日早高峰7時45分至9時00分將視情況採取客流控制措施，維持運營秩序，后更延长至早上7时30分至9时30分。
14号线首期通车当日（2018年12月28日），由于前來體驗14號線的乘客數量過多，因此运营方在开通当日下午随即实行客流控制措施，14号线换乘2/3号线的乘客不能直接通过站厅中部换乘，且需要绕行站外非付费区，再前往2/3号线站厅的付费区。而在紧随其后29日至元旦假期，车站都需要实行客流控制，甚至需要绕到站外进行换乘；其中29日的客流量达到41.6万人次，更成为当日广州地铁客流前三的车站。而在元旦假期後，車站換乘秩序恢復正常，但每逢晚高峰及節假日，亦會有眾多乘客在本站換乘來往白雲北部和從化。在2021年，本站日均客流量为29.50万人次，位居广州地铁线网各站第三位。

## 歷史

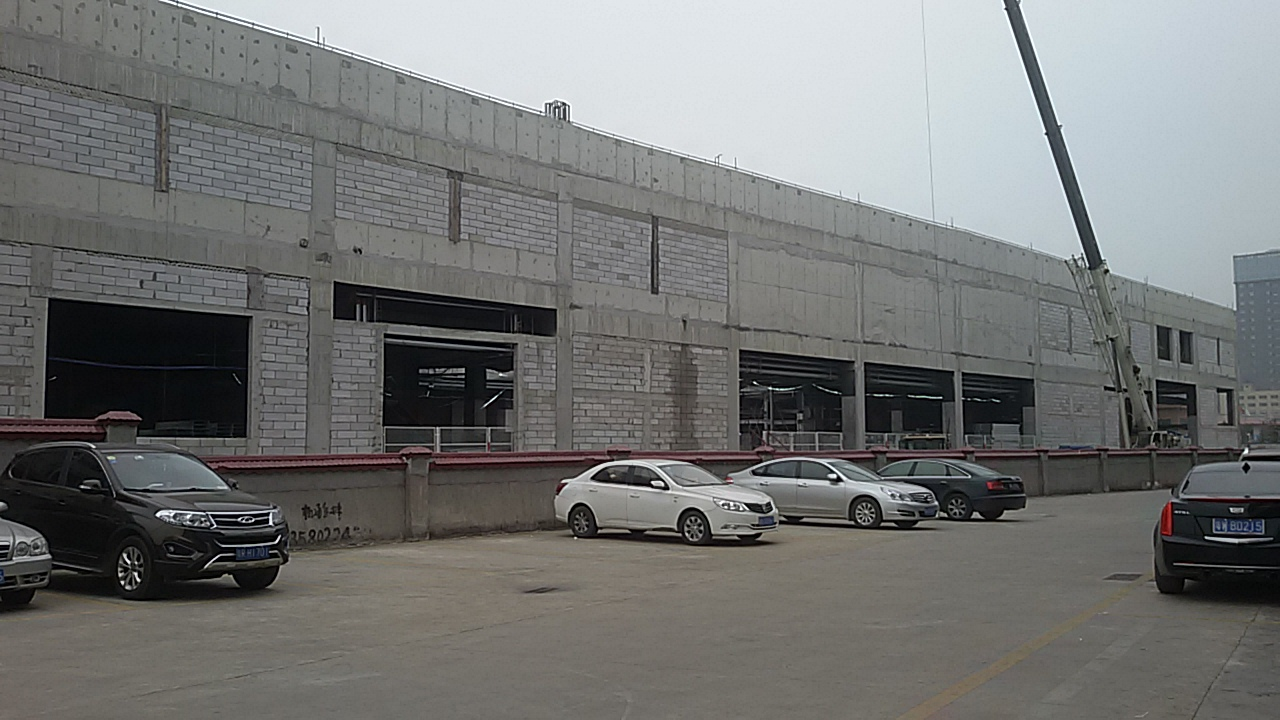
建设中的14号线站房（2018年4月）

在1997年《廣州市城市快速軌道交通線網規劃研究（最終報告）》中，本站是2號線的一個中途站，当时本站設於106國道附近，以嘉禾站的名字出现。後來於2000年方案中，2號線本站以北至機場的路段成為新規劃機場快線的一部分，2號線被縮短至本站，並移動至現時位置。後來機場快線成為3號線的一部分，本站被確定為2號線的終點站，亦為2號線與3號線的換乘站。因本站位处嘉禾村和望岗村之间，2008年11月3日，本站更名为嘉禾望岗站。车站开通初期，本站英文站名为Jiahe Wanggang，不久后变为Jiahewanggang。
在2、3号线进行建设的同时，2008年，新版的远期规划中提出了新的14号线。线路把旧9号线的广从路线位及旧2号线的机场路线位組合起來，在太和之后继续南下，经过嘉禾及新市，到达广州火车站。后来线路以嘉禾望崗站為分界點，分成了一二期，本站亦随即成为14号线一期的南端终点站。直到2012年广州市軌道交通第二期建設規劃獲國家發改委批覆，14號線作為二期線路之一，得以落實建設。
2010年廣州亞運會前夕，本站隨新2號線於2010年9月25日啟用，而3號線北延段則在同年10月30日下午，正式於本站提供列車服務。自本站3号线开通起，在站厅处曾设有航班查询信息以方便前往机场登机的乘客，数年后该安排中止，相关设备已被拆走。
2014年8月，开始兴建本站14号线车站部分；2018年9月26日，14号线本站至马沥段举行“三权移交”，随即展开运营调试。2018年12月28日下午12时28分，本站14号线站厅及月台层随14號線一期通车而启用，本站成为广州地铁第一个三线换乘车站。
2022年疫情期间，本站曾多次受防控措施影响而需要调整服务。4-5月疫情期间，本站于5月4日8时30分至5月7日17时35分暂停进出站服务，仅保留站内换乘服务；年末疫情期间，本站于11月7日至11月19日9时、11月21日至11月27日暂停进出站。
2023年6月6日晚，本站一部连接1/4站台和站厅的扶梯出现故障，多块踏板翻出，所幸未造成人员伤亡。地铁公司两日后表示，扶梯出现故障是因金属钥匙卡在梯级间引起，事故扶梯经修复后已于6日晚恢复使用。

## 未來發展

### 车站改造
2024年12月，广州地铁发布招标公告，计划重新布置本站站厅的部分设施，并对站外卫生间等进行改造，从而更好疏导乘客通过站外绕行，以缓解站内的拥挤情况。

### 14號線二期
14号线将会由本站繼續向南延伸，至广州火车站作為終點站。屆時，嘉禾望崗站將從14号线南端終點站改為中途站，目前的6号站台（即終點落客站台）将改为往广州火车站方向的站台。